# Beta Rangel
Roberta Melo Rangel conhecida como Beta Rangel(São Paulo, 23 de Novembro de 1980), é uma atriz e roteirista brasileira premiada dentro e fora do país.  Seus trabalhos mais reconhecidos estão Instante, Fendas e Quando as Janelas Não São Uma Opção.

## Biografia
Em 1994, Beta iniciou suas primeiras peças teatrais. Em 2001, protagonizou Os Sete Mitos de Amor com direção Marcus Vinicius Borja. Em 2005, participou do curta-metragem Macacos me Mordam. Dirigido por Érico Cazarré, sua personagem Aline participa dos bastidores da gravação de um filme. No ano seguinte, formou-se em artes cênicas pela Faculdade de Artes Dulcina de Moraes, em Brasília.
Em 2015, atuou em Menina de Barro com direção de Vinicius Machado. A obra ganhou o prêmio de melhor longa-metragem por júri popular no Festival de Brasília do Cinema Brasileiro. No ano seguinte, protagonizou o curta-metragem Ainda Sangro por Dentro, dirigido por Carlos Segundo, indicado ao Grande Prêmio de Cinema Brasileiro. Sua personagem Dora é  caixa de supermercado e se muda para o interior, ela denuncia a opressão e violência contra as mulheres. Em 2016, integra o Estupenda Trupe, grupo de artistas e arte educadores que trabalham em difundir técnicas de Teatro do Oprimido.
Em 2018, ganhou o prêmio Five Continents International Film Festival de melhor atriz com o curta-metragem, Quando as janelas não são uma opção. Dirigido por Tiago Nery, o curta conta a história de uma mulher que acorda numa casa com um homem e eles não sabem quem eles são. Em seguida atuou em Marés com direção João Paulo Procópio.Ainda no mesmo ano, atuo na peça teatral Levante-se, dirigido por Rosana Viegas. A peça conta o cotidiando da mulher contemporânea.
Em 2019, protagonizou Fendas, filme dirigido por Carlos Segundo que conta a história de uma pesquisadora de física quântica chamada Catarina. Ela estuda os espaços sonoros escondidos nas variações de luz quando descobre um acesso para outra linha temporal. No ano seguinte atuou em Advento de Maria, com a personagem Ana, mãe da Maria, uma menina trans que se questiona perante argumentos da igreja. Beta ganhou o Prêmio Cinemaz de melhor atriz coadjuvante com a obra.
Em 2021, atuou em Estranhas uma peça-filme filmado durante a pandemia, dirigida por Jonatan Andrade e roteiro de Ranata Soares, Beta Rangel e Jonathan Andrade. No mesmo ano, atuou em Desvirtudes, com direção de Gautier Lee. Sua personage Ivana, é diretora de uma escola que vive a trama de uma aluna vitima de injúria racial. 
Em 2023, Beta é premiada como melhor atriz no Festival de Cinema Brasília, pelo curta-metragem Instante. De roteiro próprio e ao lado de Emanuel Lavor e Paola Veiga. O curta dirigido por Paola Veiga, conta a história de uma artista em um momento de transição em sua vida.